# Carlos Andrés Rivera
Carlos Andrés Rivera Ruíz (Medellín, 1982), es un asesino en serie colombiano. Apodado «El Monstruo de Tabio» en relación con un municipio ubicado en las cercanías de la ciudad de Bogotá donde fue capturado, es un feminicida en serie y abusador sexual responsable de la muerte de 8 mujeres, todas asesinadas entre 2019 y 2024 en los departamentos de Cundinamarca y Antioquia.
El 29 de junio de 2015 había sido capturado en Cundinamarca por el delito de acceso carnal violento según registros de la Fiscalía General de la Nación, sin embargo, fue dejado en libertad en 2016 por vencimiento de términos.
A comienzos de 2023, la Alcaldía y demás autoridades de Medellín ofrecían una recompensa de $200 millones de pesos por su captura. En ese entonces Rivera presentaba una orden de captura, además era uno de los fugitivos más buscados de la ciudad de Medellín.

## Módus operandi
Carlos Andrés Rivera se hizo pasar como agricultor, se sabe que trabajaba como jornalero en una finca ubicada en Río frío Occidental, además había cambiado su apariencia física y manejaba una identificación falsa que le permitía evadir a las autoridades. El modus operandi de Rivera consistía inicialmente en identificar a las potenciales víctimas, todas mujeres, posteriormente las acechaba en zonas despobladas o rurales y amenazaba con algún tipo de arma blanca. Las secuestraba, agredía sexualmente de ellas, sufrían tortura y lesiones personales en diversas partes del cuerpo como el tórax, abdomen, cara y cráneo y, por último, asfixia mecánica que ocasionaba la muerte; en algunos casos Rivera amputaba partes del cuerpo.

## Crímenes
Las autoridades le señalan de ser reponsable de la muerte de 8 mujeres, razón por la cual se le acusa de femicidio. La primera víctima fue Ruth Estela Álvarez Munera de 46 años, asesinada por Rivera en el barrio Los Búcaros, localidad de Bello (Antioquia). Álvarez Munera fue acechada mientras caminaba por la calle. La última de sus víctimas fue identificada como Cecilia Santana de 58 años, quien fue reportada como desaparecida en la vereda Río Frío, en el municipio de Tabio, departamento de Cundinamarca, y encontrada sin vida en mayo de 2024. Fue encontrada por personal de la Policía, Defensa Civil, Bomberos y perros de búsqueda y rescate cerca de un matorral.
Las mujeres asesinadas por Rivera fueron encontradas en parajes solitarios, zonas rurales, enmontadas y alejadas. También en quebradas y ríos, con evidencias de maltrato físico, asfixia y amputaciones. Algunas de las víctimas que lograron sobrevivir presentaban lesiones en sus cuerpos, todas infligidas con armas blancas.

### Víctimas confirmadas
- Ruth Estela Álvarez Múnera, 46 años.[17]
- Luz Enith Villa Arenas, 57 años.[17]
- María Castillo Londoño, 39 años.[17]
- Sandra Milena Lezcano, 42 años.[17]
- Yenifer Alexandra Sánchez.[17]
- María Teresa Penagos.[17]
- Blanca Cecilia Santana Porras, 58 años.[17]

## Captura
Fue capturado el 27 de mayo de 2024 después de un operativo realizado por las autoridades en Tabio. Una de sus víctimas que también fue secuestrada, violada y torturada en el municipio de Fusagasugá logró escapar e informar a las autoridades sobre Rivera. Durante su captura los agentes de la Policía encontraron diversas prendas de vestir y armas blancas que fueron utilizadas en los crímenes.